# Guerra do Quivu
1.Guerra do Quivu ou conflito de Quivu é um conflito armado iniciado em 2004 no leste da República Democrática do Congo entre as Forças Armadas da República Democrática do Congo (FARDC) e o grupo Hutu Power das Forças Democráticas pela Libertação de Ruanda (FDLR), bem como outros numerosos grupos armados. A Missão das Nações Unidas na República Democrática do Congo (MONUSCO) também se envolveu no conflito. Em geral, consistiu em três fases, a terceira das quais é um conflito em curso.
Até Março de 2009, o principal grupo combatente contra as FARDC foi as forças rebeldes tútsis anteriormente sob o comando de Laurent Nkunda (Congresso Nacional para Defesa do Povo, CNDP).
O CNDP é simpático aos baniamulenges no leste do Congo, um subgrupo de etnia tútsi, e ao governo dominado pelos tútsis de Ruanda. Tem a oposição das FDLR, do exército da República Democrática do Congo e das forças das Nações Unidas.
A MONUSCO desempenhou um grande papel no conflito. Com uma força de 21.000 soldados, o conflito no Quivu constitui a maior missão de manutenção da paz em operação. No total, 93 soldados da paz morreram na região, com quinze morrendo em um ataque em larga escala por uma milícia islamista, as Forças Democráticas Aliadas, no Quivu do Norte, em dezembro de 2017. A força de manutenção da paz busca impedir a escalada do conflito e minimizar os abusos dos direitos humanos, como agressão sexual e uso de crianças-soldados.